# Mayra Verónica

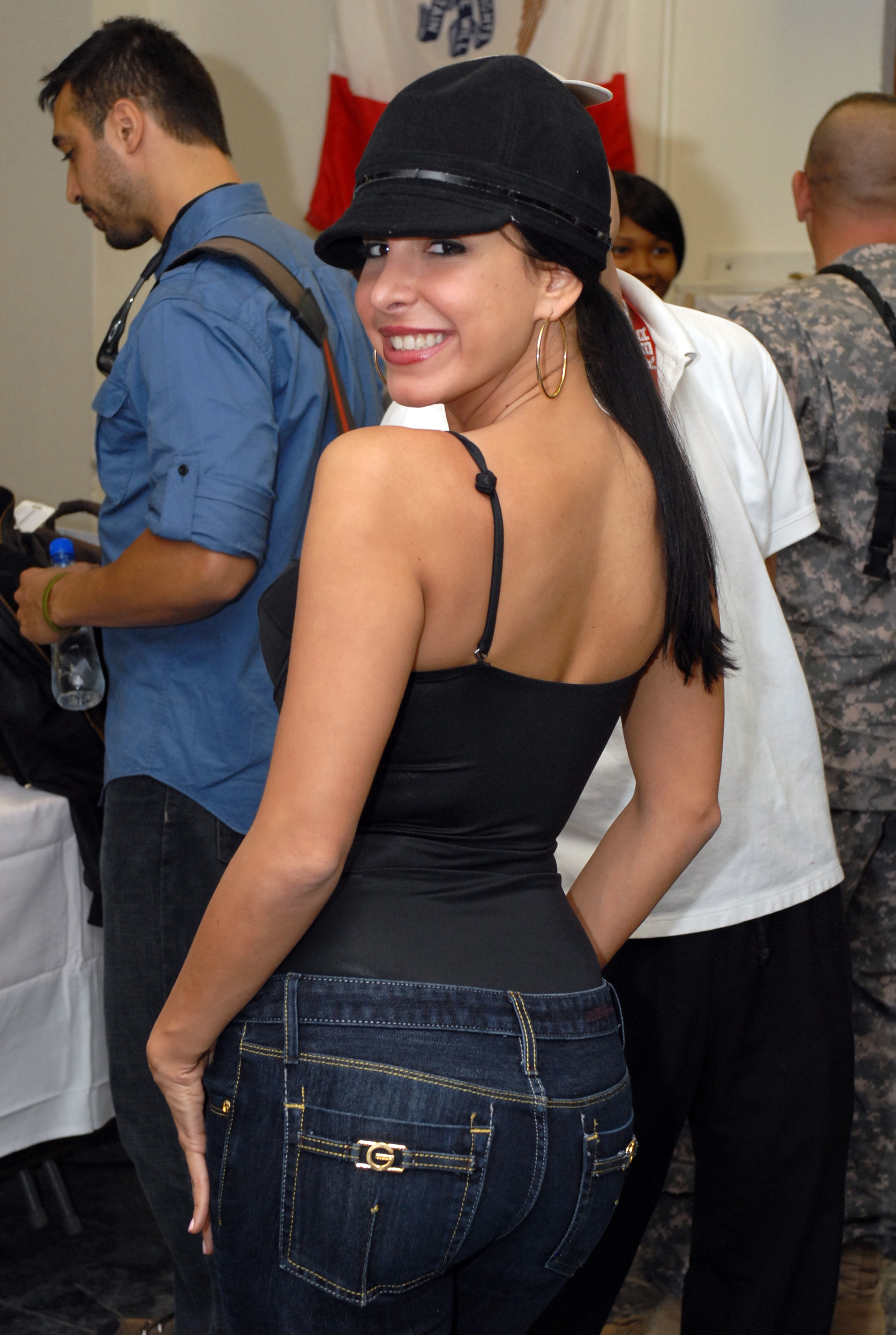
Mayra Veronica

Mayra Verónica Aruca Rodríguez (* 20. August 1980 in Havanna, Kuba), bekannt als Mayra Verónica, ist ein Kubanisch-US-amerikanisches Model und Sängerin.
Bekannt wurde sie, als sie auf den Covern verschiedener Männerzeitschriften wie FHM und dem Maxim abgebildet und für Werbekampagnen L’Oréal, Coca-Cola, Ford, Colgate, sowie Nike mit LeBron James engagiert wurde. Im Rahmen der USO-Tour besuchte sie US-amerikanische Truppen im Irak und in Afghanistan. Im Jahr 2003 war sie Präsentatorin der Latin Grammy Awards in Miami.
Ihr Debütalbum „Vengo Con To“ wurde von Roy Tavare und Kike Santander produziert. In Deutschland erschien das Album auf dem Latin-Label Timba Records, einem Vertriebspartner von edel music.